# Огата Корин
Огата Корин (яп. 尾形光琳 Огата Ко:рин, 1658, Киото — 2 июня 1716, там же) — японский художник.

## Биография
Огата Корин является одним из крупнейших художников средневековой Японии, основателем художественного стиля Римпа (школа Рин, то есть школа Корина). Многие из его работ включены в число Национальных сокровищ Японии (кокухо). Огата Корин родился в Киото в семье богатого купца; семейство было вовлечено в сферу искусства. Семейный бизнес (торговля тканями) под названием Кариганэ-я, обслуживал богатых аристократок города. Отец художника, Огата Сокэн (1621—1687), занимался каллиграфией и был патроном местного театра Но. Младший брат, Огата Кэндзан, стал известным художником и керамистом; братья часто делали совместные работы.
Огата Корин сумел разработать свой особый художественно-декоративный стиль, легко узнаваемый благодаря небольшим, стилизованным формам рисунка и реалистическому отображению сюжета. Огата Корин обучался живописи у Ямамото Сокэна из школы Кано, Кано Цунэнобу и (1636—1713) Сумиёси Гукэя (1631—1705), но наибольшее влияние на его творчество оказали Хонъами Коэцу и Таварая Сотацу.
После смерти отца в 1687 году братья получили внушительное наследство. Огата Корин начал вести активную общественную жизнь и быстро потратил деньги; в течение нескольких лет из-за набранных им долгов художник испытывал финансовые трудности.
Известность пришла к Огате Корину в поздние годы. В 1701 году Огата Корин получил почётное звание хоккё (мост Дхармы). В 1704 году он перебрался в Эдо. Там он создал многие из своих шедевров, в частности, ширму Ирисы. В это время он также занялся изучением творчества Сэссю (1420—1506) и Сэссона Сюкэя (ок. 1504 — ок. 1589). Эти художники оказали в то время влияние на его работы.
В 1709 году Огата Корин вернулся в Киото, где он построил дом, в котором открыл мастерскую, и прожил в нём оставшиеся годы жизни. Одним из последних его шедевров стала ширма Цветение красной и белой сливы. При работах по лаку мастер часто использовал также перламутр и серебро.
Огата Корин умер 2 июня 1716 года известным, но обедневшим. Его могила находится на территории храма Мёкэн-дзи в Киото. Его учениками были Кагэй Татэбаяси, Сико Ватанабэ и Росю Фукаэ. Прославить наследие Огаты Корина помогли его брат Кэндзан и через многие годы Сакаи Хоицу, который практически смог устроить возрождение стиля Корина и опубликовал более 100 ксилографических репродукций по работам Огаты Корина (Корин хякка-дзу).

## Избранные произведения
Ирисы (яп. 紙本金地著色燕子花図) — шестистворчатая ширма, созданная около 1701-05 при помощи туши и позолоченной бумаги.
- Ирисы

Работа стала одной из первых после получения художником титула хоккё. Работа создана по мотивам сюжета из Исэ моногатари и создавалась для семейства Нидзё, а они передали её в храм Ниси-хонгандзи). Ширма входит в список Национальных сокровищ Японии.
Примерно через 5-12 лет Огата Корин создал похожую ширму Ирисы у Яцухаси (яп. 八橋図屏風). На ней добавился мост — более буквальная отсылка к Исэ моногатари.. Ширма создавалась при помощи туши, красок и позолоченной бумаги. Сейчас она хранится в собрании Метрополитен-музея. Почти век спустя обе ширмы были выставлены вместе на выставке музея Нэдзу
- Ирисы у Яцухаси

Бог ветра и бог грома (яп. 紙本金地著色風神雷神図) двустворчатая ширма, репродукция оригинальной работы Тавараи Сотацу. На росписи изображены Райдзин, бог грома, молнии и шторма и Фудзин, бог ветра. Позже Сакаи Хоицу также сделал свою репродукцию этой работы. Произведение находится в собрании Токийского национального музея, она входит в список список важных культурных ценностей Японии.
- Бог ветра и бог грома
- Версия Корина
- Версия Сотацу

Цветение красной и белой сливы (яп. 紙本金地著色紅白梅図) — двустворчатая ширма, созданная Огатой в поздний период его творчества, считающая венцом его творчества. На ней изображены река и две японские сливы — с белыми и красными цветами по её берегам .
В дополнение к технике тарасикоми, работа известна тем, что лепестки цветов изображены одним пигментом без контура. Ширма входит в список Национальных сокровищ Японии.
- Цветение красной и белой сливы